# Baltic Lights

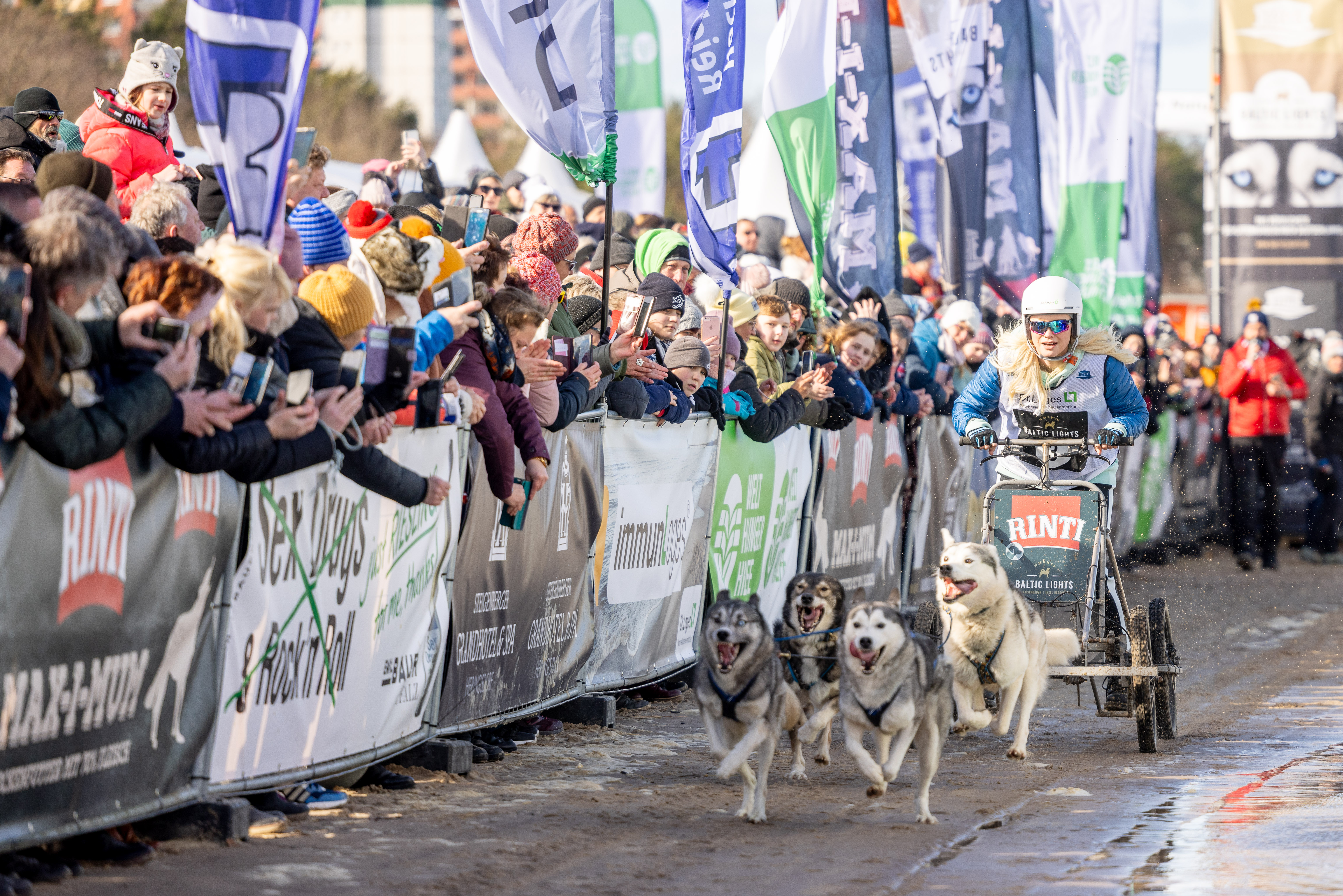
Franziska Knuppe beim Schlittenhunderennen Baltic Lights

Baltic Lights ist ein seit 2016 jährlich stattfindendes Schlittenhunderennen in den Kaiserbädern der Ostseeinsel Usedom, das sich zu einem der bedeutendsten Events im deutschen Schlittenhundesport entwickelt hat und das nördlichste deutsche Schlittenhunderennen ist. Neben dem sportlichen Wettkampf steht die Veranstaltung im Zeichen des sozialen Engagements, insbesondere zur Unterstützung der Deutsche Welthungerhilfe.
Die Veranstaltung wurde 2016 vom deutschen Schauspieler Till Demtrøder ins Leben gerufen, der mit seiner Eventagentur ExperiArts Entertainment als Veranstalter des Events agiert. Parallel zu den sportlichen Wettbewerben macht Demtrøder mit Baltic Lights auf Themen wie Hunger und Armut aufmerksam. Während der Veranstaltung werden daher regelmäßig Spendenaktionen durchgeführt, bei denen sowohl die bis zu 60.000 Zuschauenden vor Ort als auch Sponsoren zur Unterstützung der Organisation beitragen. Das medial hoch beachtete Event steht unter der Schirmherrschaft von Till Backhaus, Landwirtschaftsminister des Landes Mecklenburg-Vorpommern und bietet eine Plattform, auf der sich Sport und soziales Engagement miteinander verbinden.
Das Baltic Lights-Schlittenhunderennen findet meist Anfang März eines Jahres am Strand zwischen den Orten Heringsdorf und Ahlbeck statt. Liegt kein Schnee, werden die Rennen auf Sand mit Trainingswagen mit Ballonreifen durchgeführt. Es nehmen bis zu 500 Huskys an den Rennen teil, die von professionellen Mushern beim Wettkampf um den „Großen Preis des Landes Mecklenburg-Vorpommern“, beim „Charity-Rennen“ auch von Prominenten aus TV, Film, Sport und dem Show-Business geleitet werden. Die Teilnehmer absolvieren unterschiedliche Renndistanzen, die sowohl Geschicklichkeit als auch Teamarbeit zwischen Mensch und Tier erfordern.
Zu den prominenten Teilnehmenden und Gästen des Baltic Lights gehören zahlreiche bekannte Persönlichkeiten aus Film und Fernsehen. Darunter u. a. Anja Kling, Hendrik Duryn, Franziska Knuppe, Simone Thomalla, Henry Maske, Bettina Zimmermann, Kai Wiesinger, Joey Kelly, Jan Sosniok, Max Giermann, Dieter Hallervorden, Jutta Speidel, Oliver Mommsen, Ulrike Folkerts uvm. Sänger und Songwriter Robert Redweik komponierte 2018 eigens für die Veranstaltung die Hymne „Baltic Lights“, moderiert wird die Veranstaltung u. a. von Matthias Killing.

## Prominente Sieger des Baltic Lights Charity-Rennens
- 2016: Sanna Englund, Gedeon Burkhard
- 2017: Birte Glang
- 2018: Inge Steiner, Maximilian Arland
- 2019: Gerit Kling, Henry Maske
- 2022: Franziska Knuppe, Hendrik Duryn
- 2023: Gerit Kling, Hendrik Duryn
- 2024: Andrea Lüdke, Hendrik Duryn
- 2025: Nina Ensmann, Tanja Lanäus, Erol Sander